# Dopředná bezpečnost
Dopředná bezpečnost (anglicky forward secrecy) je pojem z oboru kryptografie označující žádoucí vlastnost zabezpečených komunikačních protokolů, totiž že prozrazení soukromého klíče či hesla neohrozí dávnou komunikaci, respektive vyjádřeno naopak, že komunikace „dopředu“ v budoucnosti a její případná kompromitace nepředstavuje ohrožení pro současnou komunikaci. U protokolů, které postrádají dopřednou bezpečnost, si útočník při budoucím zjištění soukromého klíče může rozšifrovat všechnu starší komunikaci, k jejímuž šifrování byl klíč použit a kterou si útočník odposlechl a uložil.
Typickou metodou, jak zajistit dopřednou bezpečnost, je používat pro jednotlivé rozhovory vždy nové jednorázové klíče, které jsou po ukončení rozhovoru zahozeny a nelze je zpětně ze znalosti dlouhodobých klíčů odvodit. K dohodě na jednorázovém klíči lze použít nějakou variantu Diffieho-Hellmanovy výměny klíčů, přičemž zprávy dohadující jednorázový klíč jsou podepsány dlouhodobým klíčem k zabránění útoku člověka uprostřed.